# Dane dotyczące zdrowia
Dane dotyczące zdrowia – oznaczają dane osobowe o zdrowiu fizycznym lub psychicznym osoby fizycznej – w tym o korzystaniu z usług opieki zdrowotnej – ujawniające informacje o stanie jej zdrowia.